# Всероссийское общество слепых
Всероссийское общество слепых — российская организация, объединяющая людей-инвалидов с частичной или полной потерей зрения.

## См. также

Училище им. Кукеля 1908

## История

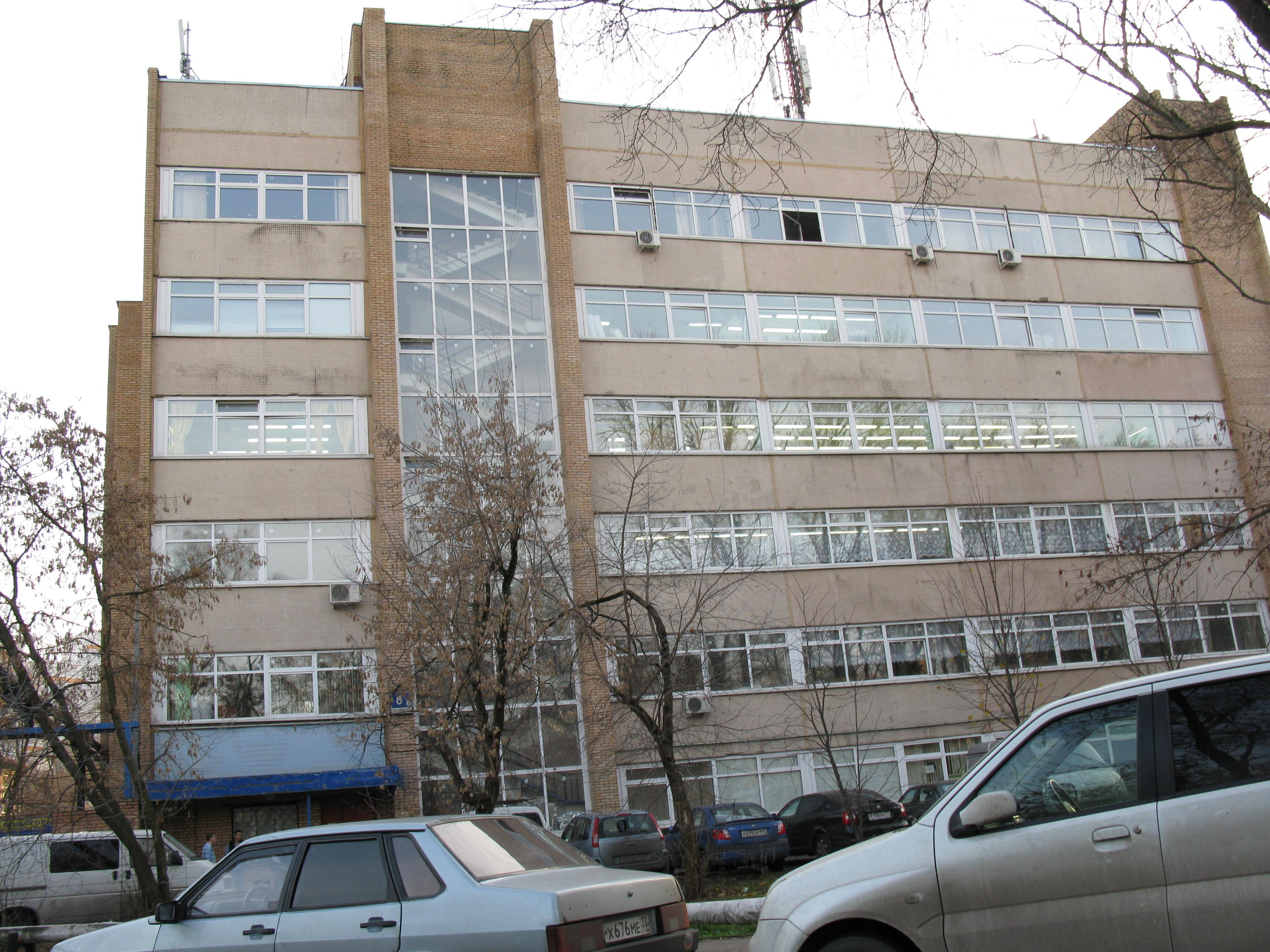
Производственный корпус ЗАО «Новатор» на Перовской улице в Москве. Более половины сотрудников составляют слабовидящие люди.

В начале 1923 года приехавший из Уфы Борис Петрович Мавромати возглавил созданную в Москве по рекомендации ЦК РКП (б) инициативную группу, которая разработала устав Всероссийского общества слепых. Он был утверждён в мае того же года на общем московском собрании слепых и 8 сентября зарегистрирован наркоматом Внутренних дел.
6 апреля 1925 года Москве Мавромати открыл I учредительный съезд ВОС. Официальная регистрация была оформлена Декретом Совет народных комиссаров РСФСР¦Совета Народных Комиссаров РСФСР 8 июля 1925 года. Эта дата считается днём основания Всероссийского общества слепых.
Со времени создания ВОС, организация действует под девизом: «Равные права — равные возможности», то есть основной задачей ставит предоставление своим членам возможности вести достойную жизнь и быть полезными обществу и государству.
На 1 апреля 2007 года Всероссийское общество слепых насчитывало в своих рядах 210.645 членов (~ каждый 665-й житель РФ) и состояло из 810 местных организаций и 74 региональных организаций (областных — 47, республиканских — 20, краевых — 7) в 86 субъектах РФ. Головной офис ВОС находится в Москве, Новая площадь, дом 14.
На предприятиях, где под патронажем ВОС работают слепые, выпускается самая разная продукция, требующая участия человеческих рук, будь то автомобильные компоненты, трикотаж, металлоизделия, игрушки, электромеханические товары, изделия из бумаги и картона, продукты (переборка) и мн. другое.
С 2009 года общество входит в Ассоциацию производителей электронной аппаратуры и приборов.

## Руководство ВОС
Неумывакин, Александр Яковлевич † занимал пост президента ВОС на протяжении 35 лет (1986—2021)
15 декабря 2021 года президентом ВОС избран Сипкин Владимир Васильевич 

## СМИ
Всероссийское общество слепых имеет собственные СМИ: журнал «Наша жизнь», звуковой журнал «Диалог» и радио ВОС.

## Награды
- Орден Трудового Красного Знамени